# Hinrich Crohnenstern
Hinrich Crohnenstern (Cronstierna, före adlandet Struberg eller von Strusberger), född 1602 i Riga, död 5 maj 1678 i Riga, var en svensk friherre, ämbetsman och affärsman.
Crohnenstern var son till rådsherren i Riga, Mårten Struberg. Han var ursprungligen handelsman där och sysslade främst med spannmålshandel. 1633 anställdes han av svenska kronan för att sköta intendenturen för garnisonen i Riga, 1635 blev han fältkommissarie. Crohnenstern adlades 1637, blev lantråd 1650 och friherre 1653. 1655 utsågs han till generalkrigskommissarie i Livland.
Crohnenstern levererade råg till Stralsund för de svenska truppernas räkning. Ganska snart blev praxis att Crohenstern lade ut både pengar och egen säd för att i efterskott få ersättning från svenska staten då resurser saknades. Till en början erhöll han betalningarna ganska snabbt, men efterhand började betalningarna släpa efter. 1645 hade han innestående fordringar på staten på 100.000 riksdaler, 1655 hade summan stigit till 200.000 riksdaler. Crohenstern blev själv i sin tur tvungen att låna upp pengar med sina fordringar som säkerhet för att kunna betala ut garnisonens löner. 1651 erhöll han stora jordegendomar från staten som ersättning för skuldfordringar på 95.989 riksdaler. Han hade dock svårt att förvalta godsen från sin position i Riga och de gav honom dessutom inte de kontanta medel han behövde för att kunna betala lönerna.
Crohenstern blev nära bekant med Jakob De la Gardie under hans tid som generalguvernör i Riga. Efter att sonen Magnus Gabriel De la Gardie utnämndes till guvernör 1649 genomförde han endast ett kortare besök i Riga. Crohenstern och han hade dock en intensiv brevväxling, och Magnus Gabriel De la Gardie hjälpte Crohenstern att få ut delar av hans fordringar på kronan, och det var även till stora delar tack vare De la Gardie som Crohenstern upphöjdes till friherrligt stånd 1653. 1666-1675 arrenderade Crohenstern grevskapet Pernau av Magnus Garbriel De la Gardie som därvid övertog en del av Crohensterns fordringar på kronan.
Inför De la Gardies besök som generalguvernör i Riga startade Crohenstern omfattande reparationer av slottet för att bjuda slottsherren "gute und lustige ackomoditäten", hjälpte honom med spannmålsförsäljning, skickade fruktträd till hans svenska gods och ordnade en polsk musikant. Han erbjöd även liknande tjänster åt andra inom högadeln, bland andra Axel Oxenstierna och Per Brahe den yngre. Särskilt Herman Wrangel stod han nära under dennes tid som guvernör i Riga, och Crohenstern upprätthöll senare en nära relation med sonen Carl Gustaf Wrangel och utlovade honom hjälpa honom sköta godsen då han tillträdde Rappin. 1660 deltog Crohnenstern vid riksdagen i Stockholm.
Trots sina högadliga förbindelser lyckades Crohenstern inte få sina fordringar på kronan betalda och hans ekonomiska ställning blev alltmer prekär. 1670 beslutade hovrätten i Dorpat om utmätning av hans livländska gods. Vid hans död hade större delen av hans gods blivit utmätta, även om han tillåtits att sitta kvar på godsen. För att säkra Crohensterns ekonomiska situation erhöll han 1676 en tjänst som överste vid livländska adelfanan och posten som president i överkonsistorium.
Förutom ekonomiska bekymmer drabbades Crohenstern av familjeproblem. Dottern Katarina hade 1650 gift sig med den senare adelmannen E. V. Meck. Äktenskapet blev dock olyckligt, och svärsonen lämnade sin hustru och begav sig till Italien, där han levde under en lång rad år. Efter hemkomsten var svärsonen pank och vände sig till Crohenstern, som då befann sig i Lübeck, för att begära pengar för att kunna bege sig till armén på Själland och söka en tjänst. Då ska svärfadern i vredesmod ha misshandlat svärsonen - "sich ganz rasend mit gebärden und worten angestell". På ålderdomen lät Hinrich Crohnenstern sonen Henrik Cronstierna sköta hans affärer. Detta ogillades dock av den äldre brodern överste Mårten Cronstierna, som ansåg sig vara förbigången och menade att Henrik misskötte hans egendom och gick till och med till kungs i frågan. Efter Hinrich Crohnensterns död drogs större delen av hans gods in i reduktionen.